# Panama aux Jeux olympiques d'été de 2004
Le Panama participe aux Jeux olympiques d'été de 2004 à Athènes, en Grèce.
La délégation panaméenne est composée de 4 athlètes, 3 hommes et 1 femmes. Elle n'obtient aucune médaille durant ces jeux olympiques.
Le porte-drapeau lors de la cérémonie d'ouverture est la nageuse Eileen Coparropa (en)

## Engagés par sport

### Athlétisme

#### Hommes
| Athlète       | Épreuve     | Séries   | Séries        | Demi-finales | Demi-finales  | Finale   | Finale |
| Athlète       | Épreuve     | Résultat | Rang          | Résultat     | Rang          | Résultat | Rang   |
| ------------- | ----------- | -------- | ------------- | ------------ | ------------- | -------- | ------ |
| Bayano Kamani | 400 m haies | 49 s 37  | 5e (qualifié) | 48 s 23 (RN) | 2e (qualifié) | 48 s 74  | 5e     |

| Athlète         | Épreuve          | Qualifications | Qualifications | Finale   | Finale |
| Athlète         | Épreuve          | Résultat       | Rang           | Résultat | Rang   |
| --------------- | ---------------- | -------------- | -------------- | -------- | ------ |
| Irving Saladino | Saut en longueur | 7,42 m         | 36e (éliminé)  | –        | –      |

### Natation

#### Hommes
| Athlète           | Épreuve          | Séries   | Séries        | Demi-finales | Demi-finales | Finale   | Finale |
| Athlète           | Épreuve          | Résultat | Rang          | Résultat     | Rang         | Résultat | Rang   |
| ----------------- | ---------------- | -------- | ------------- | ------------ | ------------ | -------- | ------ |
| Ismael Ortiz (en) | 100 m nage libre | 51 s 74  | 45e (éliminé) | –            | –            | –        | –      |

#### Femmes
| Athlète               | Épreuve          | Séries   | Séries          | Demi-finales | Demi-finales   | Finale   | Finale |
| Athlète               | Épreuve          | Résultat | Rang            | Résultat     | Rang           | Résultat | Rang   |
| --------------------- | ---------------- | -------- | --------------- | ------------ | -------------- | -------- | ------ |
| Eileen Coparropa (en) | 50 m nage libre  | 25 s 57  | 12e (qualifiée) | 25 s 37      | 13e (éliminée) | –        | –      |
| Eileen Coparropa (en) | 100 m nage libre | 57 s 09  | 30e (éliminée)  | –            | –              | –        | –      |